# شفارتسنبورن
شوارتسنبورن (كنول) (بالألمانية: Schwarzenborn, Hesse) هي بلدة، مدينة و بلدة ألمانية تقع في ألمانيا في Schwalm-Eder-Kreis. يقدر عدد سكانها بـ 1,158 نسمة .